# スーパーロボット マッハバロン
『スーパーロボット マッハバロン』は、1974年10月7日から1975年3月31日まで、日本テレビ系で放送された日本現代企画製作の特撮テレビ番組、およびその劇中に登場する巨大ロボットの名である。放送時間は毎週月曜19：00 - 19：30 (JST) 。全26話。

## 概要
前作『スーパーロボット レッドバロン』が好評のまま、スポンサーの倒産というアクシデントから打ち切りを余儀なくされたため、あらためて巨大ロボット特撮作品の決定版を目指して再び製作された巨大ロボットを主役にした実写特撮作品。
『レッドバロン』に続く「特撮ロボット戦記 バロンシリーズ第2弾」と銘打って製作されたが、前作とのストーリー上の関係は全くない。本作品終了から2年後に創英舎によって製作された『小さなスーパーマン ガンバロン』を含め、「バロンシリーズ3部作」と称されるが、製作元はそれぞれ異なる。しかし本作品は前述のように前作で制作協力（外注先）だった日本現代企画の製作ゆえ主要スタッフは前作と大きな変更がなかった。

### 企画経緯
本作品では、当初から日本テレビ側から『レッドバロン』の原案だった渡辺一彦（日本テレビ音楽）、斎藤汎司（日本テレビ）の2人に企画を依頼するという形で企画がスタートした。しかし、実際に製作された作品は、渡辺と斎藤によって考えられた企画案から主役の「マッハバロン」というネーミングや敵側のララーシュタインの設定のみ採用し、他は大幅に変更されている。
前作『レッドバロン』は宣弘社に制作がゆだねられ、宣弘社が特撮部分を中心に日本現代企画に外注制作（制作協力）に出していたが、本作品は宣弘社を通さずに日本現代企画の単独制作となった。『レッドバロン』のプロデューサーであった宣弘社の田村正蔵は、1作品だけで番組枠を放り出すわけにはいかなかったので日本現代企画に引き受けてもらったものであることを証言している。日本現代企画の解散後、版権などは日本テレビの管理下に置かれていたが、現在はオスカが管理している。

### 特徴
『レッドバロン』は、もともと『月光仮面』や『隠密剣士』といった等身大のヒーロー番組を制作してきた宣弘社の意向もあり、巨大ロボット特撮にくわえて、等身大のアクションシーンがかなりの割合を占めており、ストーリーも明朗でスパイアクションの要素が強かったが、本作品では等身大のアクションシーンやスパイアクションの要素がほとんどなくなり、巨大ロボットやメカの特撮に見せ場を絞ったつくり方となった。特にマッハバロン発進シーンの特撮描写は高く評価されている。
ストーリーも救いのない展開が多く、序盤は主人公が無鉄砲な性格ゆえにトラブルを起こし、周囲の忠告をうけて反省するというストーリーが多かった。
また、1クール目ではラストに次回登場の侵略ロボットの発進シーンで固定されていた。

### 評価
特撮番組人気が下り坂になる中、本作品の視聴率は前作より下回ったものの一定のラインを維持し、アオシマの「合体マシン」や超合金などの玩具関連の売り上げも目覚ましく、商品化収入は制作費を軽く超えるほどの黒字を生んでいた。中でも、アオシマの「合体マシン」は一躍大ヒット商品となり、当時の関西模型小売商組合連合会から1975年度の、もっとも売れた商品に贈られる賞「プロフィット賞」を受賞している。
当初はロボット帝国の新幹部・ゲシュター警部が登場する予定だったが、前年に発生した第1次オイルショックなどの問題により、全26話で終了した。最終回となった第26話では小杉愛が死亡し、ララーシュタインとの決着は付かないまま終わってしまっている。

## ストーリー
嵐田陽一郎博士はドイツの天才科学者ゲオルク・ララーシュタイン博士の元でロボット工学を学んでいた。しかし、彼の世界征服の野望を知り、自らが設計して完成直前だった巨大ロボット・マッハバロンを、人類侵略の道具にされないために爆破する。そして設計図を携えて妻子を連れてドイツを脱出し、旅客船で日本を目指す。しかし海軍ロボット・ハイルV1号の追撃を受けて船は沈没、陽一郎と妻は息子・陽に設計図を託して命を落としてしまう。
その後陽は、大企業の経営者である祖父の竜之介に引き取られ、来るべきロボット帝国の侵略に備えて、マッハバロンのパイロットとしての訓練を受けていた。竜之介は息子陽一郎の遺志を継ぎ、私財を投げ打って対ロボット帝国組織KSSを設立、10年の時をかけて秘密裏にマッハバロン2号機を建造していたが、マッハバロンの詳細を知らない陽はそれを教えようともしない竜之介に対して反発的な態度を取り続けていた。
マッハバロンの完成近しとの情報を得たララーシュタインは、自身の前に立ちふさがるであろうマッハバロンの破壊を、長男の陸軍参謀タンツに命令。ハイルV1号を改造した陸軍ロボット・ハイルV2を出撃させる。同時に帝国兵士が嵐田邸を襲撃、竜之介を殺害する。
陽は瀕死の祖父から、マッハバロンとのドッキングユニットであるスーパーカー・マッハトリガーを貰い受け、一路キス岬海底の秘密基地へ向かう。
そこにはKSSの司令・村野博士によって改設計・建造されたマッハバロンが待っていた。陽は村野博士の導きによってマッハバロンを起動、両親の仇であり人類の敵であるハイルV2号へ立ち向かっていく。
ここに世界の命運を賭けた、マッハバロンとロボット帝国の壮絶な戦いが開始された。
最終回ではララ―シュタインの3人の息子が倒されるものの、ロボット帝国は壊滅せずに戦いが続くことを暗示させて終わる。

## マッハバロン
ララーシュタイン率いるロボット帝国と戦う、真紅の巨大ロボット。嵐田陽一郎博士が残した設計図を元に、村野博士がKSS海底基地内部で製作した。1号機はララーシュタインの下で陽一郎博士が設計・建造していたが、師の野心を知った彼の手によって爆破された(第3話)。陽をパイロットに実戦投入された2号機は、ララーシュタインの侵略に備えようとする嵐田竜之介の依頼で村野博士が設計図を基に独自の改造を施して、その10年後に完成させた。1号機との最大の違いは使用されている合金にあり、2号機には村野博士が開発した超合金バロニウムが用いられている。操縦は陽以外には出来ないように設定されているが、第2話における村野博士の発言によれば、それを変更することは造作もないことだという。1号機と2号機では細部のデザインが異なる。また、第15話には胸にKSSのエンブレムを持つドッキング訓練用のマッハバロンが登場した。
動力源は小型中性子原子炉、コードネーム「パイルX」。このパイルXはマッハバロンの動力源にしてKSS基地の自家発電設備の中枢でもあり、これが破壊されると基地も自壊し海底に沈んでしまう。つまりマッハバロンが倒されることはKSSの壊滅に直結し、逆にマッハバロンさえ無事なら、KSS基地自体はどんな損害を受けようが復旧出来る。
足底部のロケットエンジンによって飛行が可能。オートマチックによる行動も可能だが、その場合は三分の一のパワーしか出せなくなる。また、陽に似せたリモコン人形をコクピットに乗せ、KSS本部からの音声入力による遠隔操作も可能だが、複雑な動きはできない。首に武器回路があるため、武器を換装する際に頭が高速回転する。陽は回転に耐える特訓を受けているので、頭が高速回転しても目を回すことは無い。その関係上、首が唯一にして最大の弱点であり、これを傷つけられると全ての武器が使用不能になってしまう。
嵐田陽が運転する空陸両用の特殊自動車「マッハトリガー」が右足から入って背中に格納された後、メインフレームに付属されたエレベーターで座席ごと額にあるコクピットに移動して起動する。マッハバロンが飛行中の場合、マッハトリガーは背部に格納される（ともに格納時に「バロ～ン・オン！」と叫ぶことがある）。起動時に「レッドバロン」と同じく「ファイトレバー・オン!」とコールする回がある(第10話)。
- 8関節が可動するミニチュアがヒルマモデルクラフトによって制作された[7]。また、様々なギミックが付いた下半身ミニチュアも制作され、各種武装を表現している[7]。

### 武装
設定では、マッハバロンは30種以上の武器を持つとある。兵装を切り替える際、頭部＝コクピットの「水平方向への高速回転」が必要とされるため、陽はそれに対応するために、前述の特訓を受けさせられる羽目になった。16話では首が回転できないために武装が使えない描写があった。
マッハコレダー
マッハバロンの必殺武器。両目から発射する中性子と1億ボルトの超高圧電流を合成した必殺光線。発射時には「必殺武器・マッハコレダー!」とコールされる（「必殺武器」を略する場合あり）。両腕を振り回しながら上半身を前後屈させた後、頭部が回転し発射する。なお、コレダーの発射スイッチにはKSSマーク入りのカバーが着けられている。
フライングナックル
内蔵したロケットエンジンで拳を飛ばし、敵にぶつける。一種のロケットパンチ。無線誘導で飛翔するため命中率は高い。また、両拳とも発射できるため、メリコンパンチと組み合わせることも多い。第1話ではハイルV2の攻撃で撃墜されたKSSバードから脱出した愛の救出のために使用している。
アトミックファイヤー
口の部分から火炎を放射する。
カノンショッター
口の部分から発射する3連ロケット弾。
バロンスマッシュ
胸部から発射する2門の大型ミサイル。マッハバロンに装備されているミサイルの中で最も破壊力がある。
アイアンタイフーン
口から発射する超合金バロニウム製の銛。9門備えており、一度に3発を同時に発射し、最大で9発の発射が可能。
メリコンパンチ
右手甲から出る超合金バロニウム製の鋭利な刃。そのまま敵を切りつけたり、フライングナックルと組み合わせて切りつける。
ベルヘンロケッター
マッハバロンのベルト前半部を飛ばす（ベルト左右のブロックが前方に90度回転、ロケットエンジンとなる）。ベルトは誘導操縦か自律操縦で飛行が可能で、救助活動などに使用する。また、第24話では東京目がけて発射された水爆ミサイルを捕捉、宇宙空間へ放擲するために用いられた。
ドルフィンビーム
手の甲から発射する光線（手首を折り曲げると手甲直下の左右二連装砲門が出現する）。消火液も発射できる。
フライングキック
飛行してから降下し、敵にキックを浴びせる。別名・バロンキック。
ウォールビーム
体からビームを照射し、前方に光の壁を作り出すバリヤー。
ピッカーワン
つま先から発射するミサイル。目標物を追跡する。超低空を這うように敵を追うことができる。自動装填装置付きで、連射も可能。
β光線カウンターアタック
村野博士の恩師、南博士の開発したβ光線を発射し、超合金バロニウムを溶かすα光線を10倍にして跳ね返す。超合金バロニウムを消滅させるほどの威力。第22話でワルサーキルαのα光線を跳ね返して倒し、その直後にα光線銃で攻撃してきたゲラーも、α光線を跳ね返して倒した。

## KSS
「キス」と読み、正式名称は Kokusai Scientific Salvage （国際科学救助隊）。当初は総合ビルの一室を本部に活動していたが、帝国の侵略開始を受けて、秘かにキス岬の海底に建造していた基地に機能を移す。ちなみに、総合ビルはハイルV2号の攻撃を受けて、粉微塵に破壊されてしまった。本部基地以外にも、レーダー基地や燃料基地などの地上施設を持つ。また、ロケット打ち上げ能力も有する。KSSの隊員たちの返事は「キッサー（KSSSAR）!」で、その際には右手をチョキの形にし、それを左45度に傾けて前に突き出すか、下腕部ごと左45度に傾けて左肩付近に持っていく動作を行う。

### KSSの隊員
嵐田 陽（）
主人公で、マッハバロンを操縦できる唯一の人間。20歳。短気で慌て者な面もあるが、子ども好きで心優しい青年。反抗癖が強く、KSSの任務の重大性や女性に対する偏見などで村野や隊員たちとよく対立する。花倉刑事には「陽坊」、そして愛の弟・健一からは「陽兄ちゃん」と呼ばれ慕われている。
小杉 愛（）
KSSの紅一点。18歳。KSSバード3号機のパイロット。元々はおとなしい性格だったが、15歳の時、自分が泳げなかったために眼前で友人を海難事故で死なせた過去を持ち、救助活動に対する強い使命感を持つ(第4話より)。陽とは口喧嘩が絶えないが、内心では彼のことを想っている。第26話でマッハバロン救出の際に重傷を負うが、それをおしてまでスーカンのアジトへ潜入して彼のヘッドロックで致命傷を負い、弟・健一に後事を託して死亡。
岩井 明（）
KSSの副隊長格で、通称ガンさん。KSSバード1号機のパイロットで、前線での指揮を担当。短気だが根は陽気な性格である。KSSバード搭乗時以外はメガネをかけている。
白坂 譲司（）
KSSの隊員で、通称ジョージ。KSSバード2号機のパイロット。陽のケンカ友達的存在。身が軽く、格闘技に長けている。
村野博士（）
嵐田陽の祖父・竜之介と知り合いのロボット工学者で、マッハバロン2号機の製造者であり、KSSのリーダーでもある。明晰な頭脳と冷徹な判断力、そして勇敢な行動力とを兼ね備えている。ロボット工学だけでなく、謀略や策略にも長けており、常にララーシュタインの裏をかき続け、そのたびに地団駄を踏ませた。常にスーツを着用し、煙草はマルボロを愛飲する洒落者。

### その他のキャラクター
花倉刑事（）
KSSの捜査に協力するベテラン刑事で、空飛ぶ小型バイク「バルーンヘリヘリ」、粘着性の物質を内蔵して相手の動きを止める弾丸「ゴムゴム弾」、銃や剣になる特殊警棒、弾丸を跳ね返す傘、保護色機能を持った「ナイナイマント」などの様々な発明をすることから「発明刑事」という渾名を持っている。ムードメーカーであり、陽や健一の良き理解者でもある。第16話では、スパイがKSS内部に潜入している可能性が高いということで、村野博士の依頼を受けてスタッフの身辺調査を行っていた。
小杉 健一（）
愛の弟。9歳。KSS基地に自由に出入りする、マスコットのような少年。第14話では基地を訪れた陽の旧友に飲み物を出すなど、接客もこなしていた。基本的に花倉刑事と行動を共にし、彼のアシスタント的な役割を担うこともある。また、幾度となく敵の捕虜となり、KSSが苦戦する原因にもなってしまうトラブルメーカーでもある。最終回である第26話で姉の死を前にKSSの入隊を誓った。
嵐田 竜之介（）
陽の祖父で国際科学救助隊の会長。「嵐田コンツェルン」の総帥でもあり、KSSは彼の私財を投じて組織された。息子・陽一郎の遺書からララーシュタインの野望を知り、これに対抗するためにマッハバロンの建造と対抗するための組織づくりを開始した。同時に孫の陽をマッハバロンのパイロットにすべく、引き取ったときから訓練を施していた。第1話で村野からマッハバロン完成の報告を受けたと同時にロボット帝国の兵士が自宅を襲撃、マッハバロンの建造工場を白状するように強要されるが、これを容れなかったために射殺されてしまう。死の間際、全ての真相を聞かされた陽は竜之介に心から謝罪をして和解、マッハバロンを託される。
嵐田 陽一郎（）
マッハバロンの設計者。ロボット工学の大家、ゲオルグ・ララーシュタインに師事、その下でマッハバロンを建造した。彼の人類征服の野望を知って離反を決意、完成直前のマッハバロンを爆破して帰国の途に着くが、侵略ロボット・ハイルV1号の追撃を受けて乗っていた旅客船は沈没、妻と共に命を落とす。しかしその直前に、ララーシュタインの野望を記した父・竜之介への手紙とマッハバロンの設計図をライフジャケットに忍ばせると、それを祖父である竜之介に渡すように当時10歳の息子・陽に厳命していた。
中尾博士（）
村野博士の友人で、物質を原子に分解して電送し、別の場所で再組織する電装移動装置の開発者。その理論を応用して、グラスルガーQの放つグラス照射エネルギーによって生じる特殊グラスを溶解するグラス分解装置を、村野博士と共に造りあげる。第9話に登場。
小田切 ゆきお（）
KSS本部のエンジニアチーフ。ロボット工学博士で、マッハバロン以上のスーパーロボット、ジャイアントバロンを独自に設計していた。その夢を実現させるため、秘かにロボット帝国と契約しその手先になった。事故に見せかけて陽の暗殺を試みるが失敗、次はマッハバロンの機能を奪う遠隔装置を操縦系統にセットするも、結局は帝国を裏切り、陽と息子を救うために受けた傷がもとで死亡する。第10話に登場。

## KSSのメカニック
マッハトリガー
マッハバロンにドッキングし操縦席へ乗り込むために用いられるスーパーカー。飛行能力を有し、飛行時は車両の屋根部分に畳まれた主翼を展開する。超合金バロニウム製。車体前部にマシンガンを装備。8万トンGの圧力に30分耐えられるジャッキを装備したこともある。また、自動操縦装置を備えており、第1話では陽を乗せてマッハバロンの格納庫に案内している。ベース車輌はS30型日産・フェアレディZ。ラクダのこぶのように垂直に盛り上がったフロントフェンダーが特徴的で、車体最前部には飛行ポーズのマッハバロンを模したボンネットマスコットを据え付けている。
KSSバード
KSSの戦闘・救助両用機。1号機から3号機まで配備されている。1人乗りで飛行速度はマッハ5。海底基地からカタパルトが浮上し発進する。主要武器はバードミサイルと翼に内蔵されたウイングスカッター。イマイのプラモデルでは「マッハバード」という名称で、箱絵で前部が分離する描写がなされていた。
KSSマリン
KSSの潜水艦。2人乗りで航行速度は100ノット。武器は魚雷を装備している。コックピットは緊急時に切り離すことが可能。登場は第2話と8話のみ。
KSS専用車
岩井や譲司が主に使用していたジープ（スズキ・ジムニー）や三菱・コルト1100F、村野が使用したオースチン（ロンドン名物の黒塗りタクシーと同型）、510型日産・ブルーバードSSSなどが登場した。

## ロボット帝国
ドイツの科学者・ララーシュタインが、世界征服という夢を実現させるために結成した。ララーシュタインを総統に戴き、三人の息子が参謀として陸海空軍を指揮統率する。各軍は将校と兵士、そして侵略ロボットから構成されている。部下が敬礼する際の掛け声は「ララー!」。関連書籍によっては、三兄弟は（ゲラーの描写の関係から）「アンドロイド」との記述もある。

### 構成員

#### 総統
ゲオルク・ララーシュタイン
ロボット帝国を束ねる最高指導者。高名なロボット工学者であり、嵐田陽一郎の師でもある。厳格かつ猜疑心が強い性格で世界征服を夢見て、それを実現すべく陽一郎が開発したマッハバロン1号機を侵略兵器に悪用しようとした野心家。人間不信でもあり、第10話では「人を信じる者は必ず裏切られる」と人質作戦を行って失敗したタンツを叱責しつつ教訓として忠告している。逆立った髪型は、放射線を浴びた後遺症という設定があり、普段は白だが、怒ると赤となり、特に激怒すると七色となる。

#### 幹部
タンツ
長男。陸軍参謀。性格は残忍で、相手をジワジワと痛めつける作戦を好む。父ゲオルグを「（ララーシュタイン）総統」と呼び、その忠誠心と使命感はスーカン、ゲラーとは比較にもならないほど強く、作戦を成功させるためなら自分を傷つけることも厭わず（特に第3話）、また第8話でスーカンに総統の座が渡ることに怒りと妬みこそ持っていたが、ゲラーの破壊工作にたじろぐなど、残忍な性格とは逆の一面を度々見せる。第24話で自らが水爆ミサイルを操縦して東京破壊を狙うが、マッハバロンのベルヘンロケッターによって固縛され、宇宙空間に放擲された後に爆死する。
スーカン（Sukan）
次男。海軍参謀。性格は狡猾で、謀略を用いた作戦を得意とする。右腕にマシンガンを仕込んでいる（第16話）。ゲラーとは非常に仲が悪く、マッハバロンに敗退した責任を擦り付け合って、ゲラーと共にララーシュタインに叱責されたほど（第2話）。さらに第4話や第8話でゲラーに嵌められてしまうなど、彼に度々足を引っ張られている。機転の利く一面も持っており、第8話ではラジエーターを破壊されたロボットに爆弾を仕込み、オーバーヒートすることを逆手にとってマッハバロン諸共自爆させようとした。最終決戦では体を改造して壁や銃弾をも擦り抜ける中性子人間になるが、その副作用でエネルギーを補充するために1時間おきにアジトに戻らなければならなかった。そのアジトを愛に侵入され、エネルギー補充装置・ストップシャワーのスイッチを破壊されたためにエネルギーのリミットが尽き死亡。
ゲラー
三男。空軍参謀。性格は短気で利己的。次兄スーカンとの仲はとてつもなく悪く、補佐に回ることに不満を持っていたため、その不満は第4話で早々に爆発。強力な電磁波発信装置を使って、スーカンを機能不全に陥れて指揮権を奪うが、それが発覚して作戦を中止させられた上に父・ゲオルグから1カ月の動力源抜き取りの罰を受けた。加えて罰を終えて戦線に復帰した第8話では、マッハバロン打倒の功績によるスーカンの総統就任を阻止するため、味方であるはずの侵略ロボットに破壊工作を行った。ただし16話ではスーカンと協力するなどマッハバロンに敗北が続いたことから関係は好転している。第22話、勝利を目前にしながらもマッハバロンに戦局を逆転されたことに怒ってα光線を放つが、カウンター光線によって自らがα光線を浴びて消滅してしまう。第21話では一般人に変装、コミカルな芝居を視聴者に披露した。

#### 士官
ドーラ
第19話に登場したタンツ配下の女性サイボーグでタンツ曰く「手塩にかけて育て上げた娘も同然」の存在。ドイツ国籍で右足の不自由な少女として作成され、右手の松葉杖は光線銃や盗聴器、通信機などの機能を持つ多目的ツールである。アンジェラスXYを操る一方、KSSに潜入して作戦の先手を打ち、マッハバロンを危機に陥れる。しかし、自分を一人の女性として信じ、アンジェラスXYの攻撃から身を呈して守ってくれた陽を無意識に慕うようになり、陽暗殺命令を受けた時には逡巡し、基地の一部を爆破したのみに留めて逃走した。最期はタンツの命令に反抗して陽の手にかかることを選び、事前に松葉杖を普通の物へわざとすり替え、マッハトリガーの機関銃に自ら撃たれて命を絶った。
その亡骸は陽の手で「一人の人間」として埋葬された。
ハイム中尉
第20話に登場したスーカン直属のサイボーグ将校であり、ロボット帝国随一のエリートパイロット。マッハバロン打倒のために一年もの間、特別訓練を受けていた。しかし卑怯な手段が嫌いな上、「正面から戦うことに意義がある」と豪語するほど戦いに至上の悦びを見出す性格であるためにスーカンの立てた陽暗殺計画「トロイ作戦」を自ら失敗して、スーカンからの怒りを買う。そして裏切り者として処刑される無念に怒り、専用機であるシーヘルツェンUをスーカンが乗り込む前に奪って帝国を脱走しマッハバロンと1対1の勝負に挑む。長時間に渡る死闘を繰り広げ最後は互いに必殺技を打ち合うが、ヘルツェングラーク（シーヘルツェンUの目から放つ必殺光線）が僅かに外れたのに対しマッハコレダーは命中したため、最後は機体ごと爆死。
モーゼル中尉（Mozeru）、エルザ少尉（Eruza）
2名ともスーカンの配下。スーカンと共に中性子人間となりKSS基地に潜入、基地爆破のため小杉以外のKSSメンバーを拘束したが、スーカンと同じ理由で死亡。

#### 兵士
陸海空の各軍に属する雑兵戦力。一見アメフト選手のようなユニフォームだが、命令系統は軍ごとに別々であるらしく、たとえば陸軍兵士は陸軍参謀タンツの命令のみに従う。直属の参謀への忠誠心が非常に高く、命令されれば友軍への破壊活動も辞さない（特にゲラーがスーカンに対して）。また、捕虜となった際に情報を漏らさないため、自爆用の爆薬を口の中に仕込んでいる。第8話でタンツは兵士を「サイボーグ」と言い表していたが、同作中で発明刑事の尋問を受けた兵士は「普通の人間に生まれたかった」と語っており、加えて破壊された左腕の付け根から見える、一片の肉片も見られないメカニクスの描写と併せて、アンドロイドの可能性もある。
オットー
空軍兵士。海軍参謀スーカンの栄達を阻止したい空軍参謀ゲラーの命令で、海軍ロボット・デスマルクWOの弱点である背部ラジエーターに損害を与える工作を行った。その直後に海軍部隊に逮捕され左腕を喪失、スーカンによる尋問を受ける。しかし破壊工作が誰の指示であるかを吐くことなく帝国を脱走、キス基地に近づいたところを発明刑事に捕らえられる。

### メカニック
侵略ロボット
ロボット帝国の主力戦力。基地内の工場で造られ、陸海空の各軍にそれぞれ配備されている。ララーシュタインの命令を受けた参謀の指示で出撃し、破壊などの作戦行動を実行する。
参謀の命令によって自律行動をするが、第15話のスナイパーQ、第20話のシーヘルツェンUのような有人操縦機も少数ながら存在する。
移動秘密基地
ロボット帝国の本拠地にして、空中要塞。普段はホログラフで姿を消していたが、最終話で姿を現す。装備は「ララーシュタインの司令室」「作戦室」「ロボット工場」などから成り立っている。なお、工場で造られた侵略ロボットは、転送装置で地上や目的地まで電送されるシステムとなっている。

## スタッフ
- 監督 - 鈴木清、高野宏一、鈴木俊継、山本正孝、前川洋之、浜しんぎ
- 脚本 - 上原正三、井上知士、山崎晴哉
- 音楽 - 竹田由彦
- 演奏 - コンセール・レニエ
- 撮影 - 石山信雄、大岡新一
- 照明 - 高野和雄、松丸善明
- 美術 - 丸山裕司、小川富美夫
- 助監督 - 浜しんぎ、前川洋之、高橋正治、山田哲久、福島孔道
- 美粧 - 保坂輝子
- 記録 - 浅田万里子、内田絢子、矢口良江、中野正子、幸緑栄子、杉原温子
- 編集 - 小倉昭夫、岡安肇
- ネガ編集 - 関沢孝子
- 制作担当 - 安田九二四四、佐山彰二
- 操演 - 沼里企画
- 撮影助手 - 宇井忠幸、宮下成治
- 照明助手 - 小島享、清原昭二
- 録音 - 整音スタジオ
- 視覚効果 - デン・フィルムエフェクト
- 合成 - 日本エフェクトセンター
- 音響効果 - イシダサウンドプロ
- 衣裳 - 大和衣裳
- 舞台装置 - 常舞台
- ミニチュア造型 - ヒルマモデルクラフト
- 現像所 - 東京現像所
- 連載雑誌 - テレビマガジン、たのしい幼稚園、おともだち、ディズニーランド
- 原案 - 斎藤汎司（日本テレビ）、渡辺一彦（日本テレビ音楽）
- ロボットデザイン - 田中視一
- 侵略ロボット造型（ノンクレジット） - エキスプロダクション[9]
- プロデューサー - 安田暉、川口晴年、上田利夫、上村宏
- 制作 - 日本現代企画

## 主題歌
発売元はポリドール・レコード（現・ユニバーサル ミュージック）。
- OP：「マッハバロン」（作詞：阿久悠／作曲・編曲：井上忠夫／歌：すぎうらよしひろ）
- ED：「眠れマッハバロン」（作詞：阿久悠／作曲・編曲：井上忠夫／歌：すぎうらよしひろ）

両曲とも、2015年7月24日発売のアルバム『宣弘社＆日本現代企画「特撮GREATEST HITS」』にて約40年ぶりとなる、すぎうら歌唱の新録バージョンを収録。加えてすぎうらによる弾き語りバージョンやカラオケ指導バージョンも収録。
「マッハバロン」は、フィンガー5の玉元晃が1975年発売のLP『人気テレビ・マンガ主題歌』（日本フォノグラム / フィリップス、FX-8103）でカバーし、後に『フィンガー5コンプリートCDBOX』に収録された。また、甲本ヒロトがザ・コーツ時代にカバーした音源が存在するほか、ROLLYもアルバム「GLAMOROUS ROLLY」にてカバーしている。

## 出演者

### レギュラー
- 嵐田陽 - 下塚誠
- 小杉愛 - 木下ユリ
- 岩井明 - 力石考
- 白坂譲司 - 加藤寿
- 小杉健一 - 内海敏彦
- 村野博士 - 団次郎
- 花倉刑事 - 深江章喜
- ゲオルク・ララーシュタイン - 伊海田弘
- タンツ陸軍参謀 - 麿のぼる
- スーカン海軍参謀 - 所雅樹
- ゲラー空軍参謀 - 桜木栄一（第1話 - 第8話）、木村章平（第9話 - 第22話）[注釈 11]
- マッハバロン - 中山太郎
- 敵ロボット - 遊佐知幸
- ナレーター - 岸田森

### 主なゲスト
- 嵐田竜之介 - 香川良介（第1話）
- 嵐田陽一郎 - 小倉雄三（第1話・第3話）
- 陽の母 - 加藤真知子（第1話）
- 10年前の陽 - 小山渚（第1話）
- 中尾博士 - 北村総一朗（第9話）
- 小田切ゆきお - 長沢大（第10話）
- 小田切こうじ - 岩本和広（第10話）
- サイボーグ戦士人間態 - 中原伊緒（第13話）
- 中島アキラ - 中島秀（第14話）
- 秋山誠二 - 鈴木治夫（第15話）
- 次郎 - 北見敏之（第16話）
- ドーラ - 松谷紀代子（第19話）
- ハイム中尉 - 天野豊（第20話）
- 南博士 - 勝部義夫（第21話）
- 南ななえ - 今井美佐子（第21話・第22話）
- モーゼル中尉 - 打田康比古（第25話・第26話）
- エルザ少尉 - 桂木梨江（第25話・第26話）

## 放映データ
参照宇宙船SPECIAL 1998, p. 211
| 放映日         | 話数 | サブタイトル                 | 登場ロボット(所属)                                                          | 脚本     | 監督     |
| -------------- | ---- | ---------------------------- | --------------------------------------------------------------------------- | -------- | -------- |
| 1974年 10月7日 | 1    | マッハバロン暁に出撃す       | - ハイルV1号 - ハイルV2号（陸軍） - ワルターU0（海軍） - メッサーM4（空軍） | 上原正三 | 鈴木清   |
| 10月14日       | 2    | 空の牙 海の罠                | - ワルターU0 - メッサーM4 - ティーゲルGT（陸軍）                            | 上原正三 | 鈴木清   |
| 10月21日       | 3    | マッハバロン強奪計画         | - ティーゲルGT - ユンカーズF2（海軍）                                       | 上原正三 | 高野宏一 |
| 10月28日       | 4    | キス海底基地爆破指令         | - ユンカーズF2 - ハインケルSS（空軍）                                       | 井上知士 | 高野宏一 |
| 11月4日        | 5    | その一瞬に賭けろ!            | - ハインケルSS - レオパルドX1（陸軍）                                       | 上原正三 | 鈴木俊継 |
| 11月11日       | 6    | 東京爆破5時間前              | - レオパルドX1 - ホッケウラーJ9（空軍）                                     | 山崎晴哉 | 鈴木俊継 |
| 11月18日       | 7    | 決断の10秒間!!               | - ホッケウラーJ9 - デスマルクWO（海軍）                                     | 山崎晴哉 | 山本正孝 |
| 11月25日       | 8    | 恐るべき自爆の軍団           | - デスマルクWO - グラスルガーQ（陸軍）                                      | 井上知士 | 山本正孝 |
| 12月2日        | 9    | ガラスのスーパーロボット     | - グラスルガーQ - スプリンゲルX（陸軍）                                     | 上原正三 | 鈴木清   |
| 12月9日        | 10   | まぼろしのジャイアントバロン | - スプリンゲルX - シュミットG（空・海共同）                                 | 上原正三 | 鈴木清   |
| 12月16日       | 11   | 裏切りの戦場ヶ原             | - シュミットG - シュミットGII                                               | 上原正三 | 鈴木清   |
| 12月23日       | 12   | 無敵の超合金ロボット         | - シュミットGII - ヤクートパンテル（陸軍）                                  | 上原正三 | 鈴木清   |
| 12月30日       | 13   | 恐るべき UFO の正体          | - ヤクートパンテル                                                          | 井上知士 | 鈴木清   |
| 1975年 1月6日  | 14   | 友にささげるマッハコレダー   | - スパングルKG（空軍）                                                      | 山崎晴哉 | 鈴木清   |
| 1月13日        | 15   | 戦慄！ スナイパーQ           | - スナイパーQ（陸軍）                                                       | 上原正三 | 山本正孝 |
| 1月20日        | 16   | 密告者の海                   | - モーゼルジャガー（海軍）                                                  | 上原正三 | 山本正孝 |
| 1月27日        | 17   | 絶体絶命！マッチ箱作戦       | - プレッシャーケルン（陸軍）                                                | 上原正三 | 前川洋之 |
| 2月3日         | 18   | 発明刑事の偉大なる発明       | - エレファンターFF（海軍）                                                  | 上原正三 | 前川洋之 |
| 2月10日        | 19   | 地獄から来た天使             | - アンジュラスXY（陸軍）                                                    | 井上知士 | 鈴木俊継 |
| 2月17日        | 20   | トロイ作戦1対1               | - シーヘルツェンU（海軍）                                                   | 山崎晴哉 | 鈴木俊継 |
| 2月24日        | 21   | 南南西へ進路をとれ           | - ワルサーキル（空軍） - ワルサーキルα号                                    | 上原正三 | 浜しんぎ |
| 3月3日         | 22   | 追跡！フェニックスの謎       | - ワルサーキルα号                                                           | 上原正三 | 浜しんぎ |
| 3月10日        | 23   | ララー怒りの地獄作戦         | - メガトンゲー（陸軍）                                                      | 上原正三 | 鈴木清   |
| 3月17日        | 24   | 水爆特急900キロ              | - メガトンゲー（陸軍）                                                      | 上原正三 | 鈴木清   |
| 3月24日        | 25   | 切り札はパイルX              | - ゼッターキングI世（海軍） - ゼッターキングII世                            | 上原正三 | 鈴木俊継 |
| 3月31日        | 26   | マッハバロンの超秘密         | - ゼッターキングII世                                                        | 上原正三 | 鈴木俊継 |

## 放送局
- 日本テレビ（制作局）：月曜 19:00 - 19:30
- 秋田放送：土曜 17:50 - 18:20 ⇒ 17:30 - 18:00[13]
- テレビ岩手：月曜 19:00 - 19:30[14]
- 宮城テレビ：日曜 8:30 - 9:00[15]
- 福島中央テレビ：火曜 18:00 - 18:30[16]
- 新潟総合テレビ：火曜 17:20 - 17:58[17]
- 静岡放送：月曜 - 金曜  17:00 - 17:30 [18]
- 富山テレビ： 月曜 - 金曜 18:00 - 18:30（1976年4月9日放送開始。本来の系列局である北日本放送では放送されなかった）[19]

## 映像ソフト化
- 2000年3月24日に全話収録のDVD-BOXが発売[20]。
- 2000年8月25日〜10月25日に単品のDVDが発売[20]。全7巻で4話（7のみ2話）収録。1〜2巻、3〜4巻、5〜7巻はそれぞれ同時発売。
- 2008年7月25日に廉価版の全話収録のDVD-BOXが発売。
- 2014年7月25日に廉価版のDVD（全6巻）が発売。
- 2020年6月26日、ベストフィールドより『甦るヒーローライブラリー』シリーズ第34集としてBlu-rayで発売。2枚組。初のHDネガテレシネにより作成したHDリマスターが使用されている[21]。全1巻。

## 海外展開

### 香港
1975年､香港の映画会社「錦華電影股份有限公司」が本作品を基にした「鉄超人」（英語タイトル：Iron Super Man）というタイトルのオリジナル劇場映画を製作・公開した。ただし敵側が宇宙人になっていたり登場人物の名前が違っていたり、など設定が異なっている。また、日本版の嵐田陽、小杉愛、村野博士にあたる役を演じる役者が変更になっている。ちなみにテレビ版の香港放送タイトルは「百変龍」。

#### スタッフ
- 監督、脚本：郭廷鴻

#### メインキャスト
- 李琳琳
- 葉天行
- 陸劍明
- 秦沛（チン・プイ） ほか

### ヨーロッパ
少なくとも香港版映画「鉄超人」のドイツ語とスペイン語吹替え版が存在し、それぞれDVDも発売されている。
ドイツ語版題名 "Roboter der Sterne"
スペイン語版題名 "Mazinger Z: el robot de las estrellas"